# Диониджи, Давиде
Давиде Диониджи (итал. Davide Dionigi; род. 10 января 1974, Модена) — итальянский футболист, бывший игрок и тренер «Реджины».

## Карьера

### Игрок
Диониджи начал свою карьеру в одноимённом клубе из родного города Модена и сыграл 20 матчей в Серии B. Затем он был подписан «Миланом» и играл в сборной до 18 лет. Затем перешёл в «Виченцу» (Серия B), а в ноябре 1993 года стал игроком «Комо». Он получил повышение с «Комо», что было частично и его заслугой, он забил 14 голов. Летом 1994 года он перешёл в «Реджину» из Серии А, но в ноябре 1994 года был отдан в аренду обратно в «Комо», который вернулся в Серию B. Летом 1995 года подписал контракт с «Торино», который стал его третьей командой из Серии А, причиной перехода стало понижение «Комо». Летом 1996 года ему пришлось снова искать новый клуб из-за вылета «Торино». На этот раз он присоединился к «Реджине», Серия B. Он стал лучшим бомбардиром того сезона и был подписан другой командой уже из Серии А, «Фиорентиной». Он провёл свой худший старт Серии А и переехал в «Пьяченцу» в октябре 1998 года, где играл два сезона. В январе 2000 года «Пьяченца» продала его в «Сампдорию», в Серию B, но они встретились снова спустя 6 месяцев из-за вылета «Пьяченцы» и упущенного шанса «Сампдории» на повышение. В январе 2001 года он вновь присоединился к «Реджине», на этот раз в Серии А, чтобы избежать вылета. Но «Реджина» была понижена, однако Диониджи был одним из тех игроков, которые помогли клубу вернуться в Серию А год спустя. В планы клуба относительно игры в Серии А Диониджи не входил, и он присоединился к недавно пониженному «Наполи» из Серии B 31 августа 2002 года. Он играл в Неаполе, пока клуб не обанкротился. Диониджи начал свой третий этап в «Реджине» 9 июля 2004 года. После он сыграл ещё 10 матчей в Серии А и несколько раз сдавался в аренду: «Бари», «Тернана», «Специя» и, наконец, «Кротоне», все они были представителями Серии B.
Летом 2007 года он перешёл в «Таранто» из Серии C1, где он последний раз играл с «Комо» в сезоне 1993/94.

### Тренер
С 9 ноября 2010 по 26 июня 2012 года был главным тренером «Таранто».
2 июля 2012 года был назначен новым главным тренером «Реджины». 5 июля в Коверчано получил высшую лицензию тренера УЕФА Pro и теперь может входить в тренерский штаб на соревнованиях самого высокого уровня. 16 марта 2013 года был уволен из «Реджины», его заменил Джузеппе Пиллон. 12 марта 2014 года сменил Винченцо Торренте на посту тренера «Кремонезе».
1 марта 2015 года был нанят на пост тренера «Варезе», сменив Стефано Беттинелли, контракт был рассчитан до конца сезона с автоматическим продлением в случае спасения от понижения в классе. 9 марта того же года был уволен после двух игр (через 8 дней) у руля ломбардской команды, она потерпела поражения от «Читтаделлы» (0:3) и «Болоньи» (1:3), на его место вернулся Беттинелли.
В июле 2015 года он подписал контракт на два года с «Матерой», выступающей в Лега Про. Был уволен 5 октября, его заменил Паскуале Падалино.
24 июня 2020 года был назначен новым тренером «Асколи»; 24 августа, ровно через два месяца после назначения, был уволен.
10 декабря 2020 года возглавил «Брешиа», но уже 3 февраля 2021 года был уволен с должности.
17 июня 2022 года представлен в качестве нового тренера «Козенцы» из Серии B. 31 октября был уволен, команда шла на 16-м месте в турнирной таблице.
После 2,5 лет без клуба 31 марта 2025 года он был официально назначен новым тренером «Реджаны», которая на тот момент занимала место в зоне вылета в Серии B с 32 очками. Он подписал контракт до конца сезона с возможностью продления.

## Достижения
- Серия B: лучший бомбардир (1997)
- Серия B: третье место (2002) с «Реджиной»
- Серия C1: победитель плей-офф (1994) с «Комо»